# Rocca di Trequanda

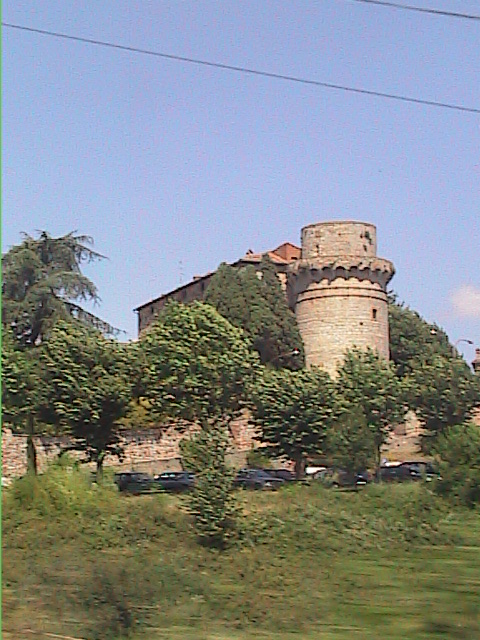
Il torrione della rocca

La rocca di Trequanda, detta anche Castello Cacciaconti, è un edificio fortificato medioevale costruito come sede del vicario presso la Repubblica di Siena, di cui faceva parte il comune.
Il castello passò dalla dinastia dei Berardenghi, già prima dell'anno 1000, ai Cacciaconti. Da questi ultimi, è poi passato a Musciatto Franzesi, al Comune di Siena, e a Bartolotto dei Tolomei.

## Descrizione
Il massiccio edificio a pianta irregolare si trova su una rupe all'ingresso del centro storico e domina su tutta la valle circostante. Delle antiche mura merlate rimane soltanto un tratto che costeggia la strada, dove sono ben visibili i merli ghibellini in cotto. Poco più avanti si incontra il famoso torrione semicircolare, protagonista di molte fotografie d'epoca scattate agli inizi del Novecento. La parte meglio conservata è il mastio (o maschio), posto sopra una ripida scarpata. Il nucleo abitativo del castello era in diretto collegamento con il suddetto torrione. Lungo il lato che si affaccia su Piazza Garibaldi si trova la chiesa della Madonna della Rosa, in parte inglobata nella ripida scarpata.